# 匝札巴
匝札巴(梵文：Catrapa)，印度大乘密宗人士，八十四成就者之一。

## 簡介
「匝札巴」的意思是「持書乞丐」，他住在桑朵納噶拉。乞討時手上都拿著一本小字典。這個行為引起了一個瑜珈士對他的興趣，於是傳授給他喜金剛壇城，之後他禪修六年，證得了大手印，最後與五百名追隨他的弟子一起進入勇父淨土。